# Prüfplan (klinische Studie)
Der Prüfplan – alternativ auch als Prüfprotokoll, Studienprotokoll (von englisch study protocol) oder Studienplan bezeichnet –  ist ein wichtiger Bestandteil einer wissenschaftlichen Studie, insbesondere einer klinischen Studie. Im Prüfplan werden die wichtigsten Merkmale des Forschungsvorhabens beschrieben und festgelegt.
Zu diesen Merkmalen zählen unter anderem:
- der Forschungsstand, auf dem die Studie aufbaut (vgl. Stand der Wissenschaft)
- die Ziele der Studie bzw. die zu überprüfenden Hypothesen (Endpunkte, Zielkriterien)
- das Studiendesign (z. B. randomisierte kontrollierte Studie, Doppelcrossover)
- die Art der Behandlung (Prüfintervention, Dosis bzw. Dosierungsschema der Prüfmedikation usw.)
- die Ein- und Ausschlusskriterien für zu rekrutierende Probanden (Geschlecht, Alter, Gesundheitszustand, Vorerkrankungen usw.)
- Abbruchkriterien für Probanden (z. B. eingetretene Schwangerschaft)
- die zu erhebenden Messwerte (z. B. Blutwerte, Leberwerte)
- die Visitenplanung (Tage/Zeiträume, an denen Messwerte erhoben werden)
- die statistischen Auswertungsmethoden
- der oder die Auftraggeber (Sponsor) der Untersuchung (pharmazeutisches Unternehmen, Gesundheitsbehörde)
- Name und Anschrift der teilnehmende Prüfzentren (Arztpraxis, Uniklinik)
- Name und Anschrift der teilnehmenden Prüfer (Prüfleiter, Prüfärzte, Klinische Monitore)

Das Arzneimittelgesetz, das Medizinproduktegesetz und die Deklaration von Helsinki sehen vor, dass vor jedem medizinischen Forschungsvorhaben am Menschen ein Prüfplan erstellt werden muss. Die Erstellung geschieht dabei in Abstimmung mit den jeweils beteiligten Prüfzentren und Ethikkommissionen. Die Genehmigung zur Durchführung einer Studie beruht also im Wesentlichen auf dem eingereichten Prüfplan (etwaige nachträgliche Abweichungen unterliegen ebenfalls einer Genehmigungspflicht durch die genannten Institutionen).
Vom Prüfplan abzugrenzen ist der so genannte Prüfbogen (Case Report Form), in dem die studienrelevanten Daten des Patienten/Probanden in pseudonymisierter Form festgehalten werden.